# Quintanilla de Arriba
Quintanilla de Arriba is een gemeente in de Spaanse provincie Valladolid in de regio Castilië en León met een oppervlakte van 28,18 km². Quintanilla de Arriba telt 153 inwoners (1 januari 2016).

## Demografische ontwikkeling
Bron: INE, 1857-2011: volkstellingen